# Элегия (музыка)
Эле́гия (греч. ελεγεια — жалоба) — камерное музыкальное произведение задумчивого, печального характера.
Элегия как инструментальная пьеса (для любого муз.инструмента  или небольшого ансамбля) развивалась преимущественно на рубеже XIX—XX веков в творчестве Ферруччо Бузони, Эдварда Грига, Габриэля Форе, Сергея Рахманинова, Василия Калинникова. Особую популярность приобрела «Элегия» Массне, как в инструментальном варианте, так и в вокальной переработке (прежде всего, в исполнении Шаляпина). К элегии тяготели и отдельные вокальные произведения песенно-романсового жанра — например, «Элегия» из вокального цикла Модеста Мусоргского «Без солнца».
В наше время немалый вклад в жанр Элегии сделал Вангелис. Характерные особенности этого жанра прослеживаются во многих произведениях маэстро, но самые выделяющиеся из них - Part 12 из El Greco OST (2007), Elegy из Rosetta (2016).